# William Mudford
William Mudford (* 8. Januar 1782 in London; † 10. März 1848 in London) war ein britischer Essayist und Journalist. Seine Kurzgeschichte The Iron Shroud gilt als Vorbild für Edgar Allan Poes Die Grube und das Pendel.
Mudford war der Sohn eines kleinen Geschäftsmannes in Piccadilly, London. Er arbeitete früh als Journalist für Zeitschriften wie Blackwood’s und Fraser’s Magazine. Er erwarb als Autodidakt eine beachtliche Bildung, stand aber der formellen klassischen Bildung eher kritisch gegenüber. Politisch stand Mudfod lebenslang auf Seiten der Tories. Sein großer Gegner und Verächter war William Hazlitt.
Trotz eines großen finanziellen Rückschlags durch fehlgeschlagene Aktienspekulationen beendete er sein Leben in Wohlstand als Eigentümer des Kentish Observer in Canterbury und Chefredakteur des John Bull Magazine.

## Werke (Auswahl)
- A Critical Examination of the Writings of Richard Cumberland, Sherwood Pub., Neely, and Jones, 1812
- A critical enquiry (1802), Garland Pub., 1974
- The life of Richard Cumberland, esq., Sherwood, Neely and Jones Pub., 1812
- A critical enquiry into the writings of Samuel Johnson in which it is shewn that the pictures of life contained in the Rambler, and other publications of that celebrated writer have a dangerous tendency. M. Jones, 1803
- Sudario de Hierro y Otros Cuentos Goticos by James Hogg, John Howison, William Mudford, Celeste Pub., July 1999 Paperback
- The Iron Shroud, Viking Press, June 1973 Hardcover
- The Five Nights of St. Albans, James Blackwood & Co Pub., June 1929 Textbook Binding
- Nubilia in search of a husband, printed for J. Ridgeway, Piccadilly; and Sherwood, Neely, and Jones, 1809
- Nubilia in search of a husband, Bradford & Inskeep, T. & G. Palmer Pub., 1809 [microform]
- An historical account of the campaign in the Netherlands in 1815, under His Grace the Duke of Wellington, and Marshal Prince Blücher, printed for Henry Colburn, 1817
- The Contemplatist: a series of essays upon morals and literature Sherwood Pub., 1810, 336 p.